# Bürgernetz Dresden
Das Bürgernetz Dresden war die Organisation zum Betrieb vom Bürgernetz in Dresden. Dazu bestand ein Netzwerk, insbesondere per Funk, innerhalb der Stadt und Umgebung. Das Bürgernetz Dresden war eines der größten derartigen Netze in Deutschland. Der Verein ist Mitglied im übergreifenden Bürgernetzverband.
Das Bürgernetz als Verein bestand seit 1999. Somit wurde eine erste Form für den bestehenden Betrieb gefunden.
Einerseits gab es den ursprünglichen Förderverein mit über 800 Mitgliedern. Der Förderverein diente der Bildung, insbesondere zum Betrieb von Netzwerken und den eigenen (persönlichen) Computern. Der Verein baute das Netzwerk und war daher dessen Eigentümer.
Andererseits gibt es seit 2012 die Genossenschaft mit fast 500 Mitgliedern. Die Genossenschaft übernimmt den wirtschaftlichen Teil, wobei sie als Provider gilt. Dazu pachtet die Genossenschaft das Netzwerk vom Verein und bietet es an. Wie für eine Genossenschaft üblich, erhalten Mitglieder der Genossenschaft die Leistungen – den Zugang zum Internet – preisgünstiger. Dazu muss mindestens ein Genossenschaftsanteil im Wert von 60 € erworben werden. Davon abweichend bedarf es für die Nutzung durch ein Gewerbe mindestens fünf Anteilen. Aber auch ohne Mitgliedschaft kann ein Dienstleistungsvertrag für den Zugang zum Internet abgeschlossen werden.
Konzept ist es, dass per Funkübertragung mit eigener Infrastruktur ein Netzwerk betrieben wird. Dabei kommt zur Überbrückung längerer Strecken Richtfunk zum Einsatz. Letztlich gibt es eine Vielzahl von Wireless Access Points, zu denen die Mitglieder – auch Kunden – Zugang haben.
Das Bürgernetz Dresden stellt eine Alternative zu den üblichen kommerziellen Telekommunikationsdiensteanbietern dar. Einerseits ist dies relevant für Regionen, die sehr schlecht mit Breitbandzugängen zum Internet versorgt sind. Andererseits ist das ein Ansatz für Menschen, die gern selbstverwaltete Infrastruktur mit anderen Menschen vor Ort nutzen wollen. Seit der Gründung verschob sich der Fokus von der Bereitstellung von Zugang zum Internet selbst, hin zum gemeinsamen und kostengünstigen Nutzen vom Netzwerk mit Internet.
Modellhaft bietet das Bürgernetz Dresden im World Trade Center Dresden freien Zugang zum eigenen Netzwerk und daher auch zum Internet an.
Eine Zusammenarbeit mit Freifunk gibt es nicht.
Da die Genossenschaft nicht mehr zahlungsfähig war, mussten zum 19. Juli 2021 bzw. Dezember 2021 alle Dienste des Bürgernetzes eingestellt werden.
1. ↑  Website (des Vereins vom) Bürgernetz Dresden: Geschichte (Memento vom 15. Juli 2015 im Internet Archive)
2. ↑  Website (des Vereins vom) Bürgernetz Dresden: WLAN im WTC Dresden (Memento vom 15. Juli 2015 im Internet Archive)

Auch die Seite der Genossenschaft ist nicht mehr online.